# Albert Gemmrich
Albert Gemmrich (* 13. Februar 1955 in Haguenau) ist ein ehemaliger französischer Fußballspieler.

## Karriere

### Verein
Albert Gemmrich begann mit dem Fußball in der Jugendabteilung von Racing Straßburg. Nachdem er in der Saison 1972/73 regelmäßig für die Amateurligaelf der AS Mutzig gespielt hatte, holte Racing ihn in seine Profimannschaft. In seiner ersten Saison kam er nur zu 16 Einsätzen (sieben Treffer).
Erst ab der nächsten Saison wurde er nun Stammspieler. 1979 feierte er mit den Elsässern den Gewinn des französischen Meistertitels. In jener Saison kam er zu 38 Einsätzen, in denen Gemmrich 17 Treffer erzielte.
Anschließend ging er zu Girondins Bordeaux. In seinen ersten beiden Jahren kam Gemmrich bei den Aquitaniern zu vielen Einsätzen. In seiner ersten Saison auf 38 und in seiner zweiten Saison 33 Einsätze (12 bzw. 14 Treffer). In seiner letzten Saison in Bordeaux kam er nur zu 23 Einsätzen, in dieser er immerhin noch zu neun Treffern kam.
1982 ging Gemmrich ins Nord-Pas-de-Calais und heuerte beim OSC Lille an. Bei den Nordfranzosen konnte sich Gemmrich keinen Stammplatz erkämpfen und kam nur zu 17 Einsätzen. Ein Treffer blieb ihm verwehrt.
Gemmrich kehrte daher nur ein weiteres Jahr später zurück ins Elsass und spielte wieder für den Racing Straßburg. Im Elsass konnte sich Gemmrich wieder einen Stammplatz erkämpfen. In 30 Einsätzen kam er jedoch nur zu acht Treffern.
Daher wechselte er den Verein. Dieses Mal ging er jedoch in die zweite Liga und heuerte beim OGC Nizza an. Mit dem Klub schaffte Gemmrich den Aufstieg in die Erstklassigkeit. In 27 Spielen schaffte Gemmrich es nur zu vier Treffern. In der Folgesaison kam Gemmrich nur zu vier Einsätzen. Am Ende gelang der Klassenerhalt. Nach der Saison beendete Gemmrich seine Karriere.

### Nationalmannschaft
Gemmrich kam im Jahr 1978 zu fünf Länderspielen für die Equipe Tricolore (zwei Treffer).

## Erfolge
- Französischer Meister: 1979